# 2119 Schwall
2119 Schwall este un asteroid din centura principală, descoperit pe 30 august 1930 de Max Wolf și Mario Ferrero.